# Килимок для різання

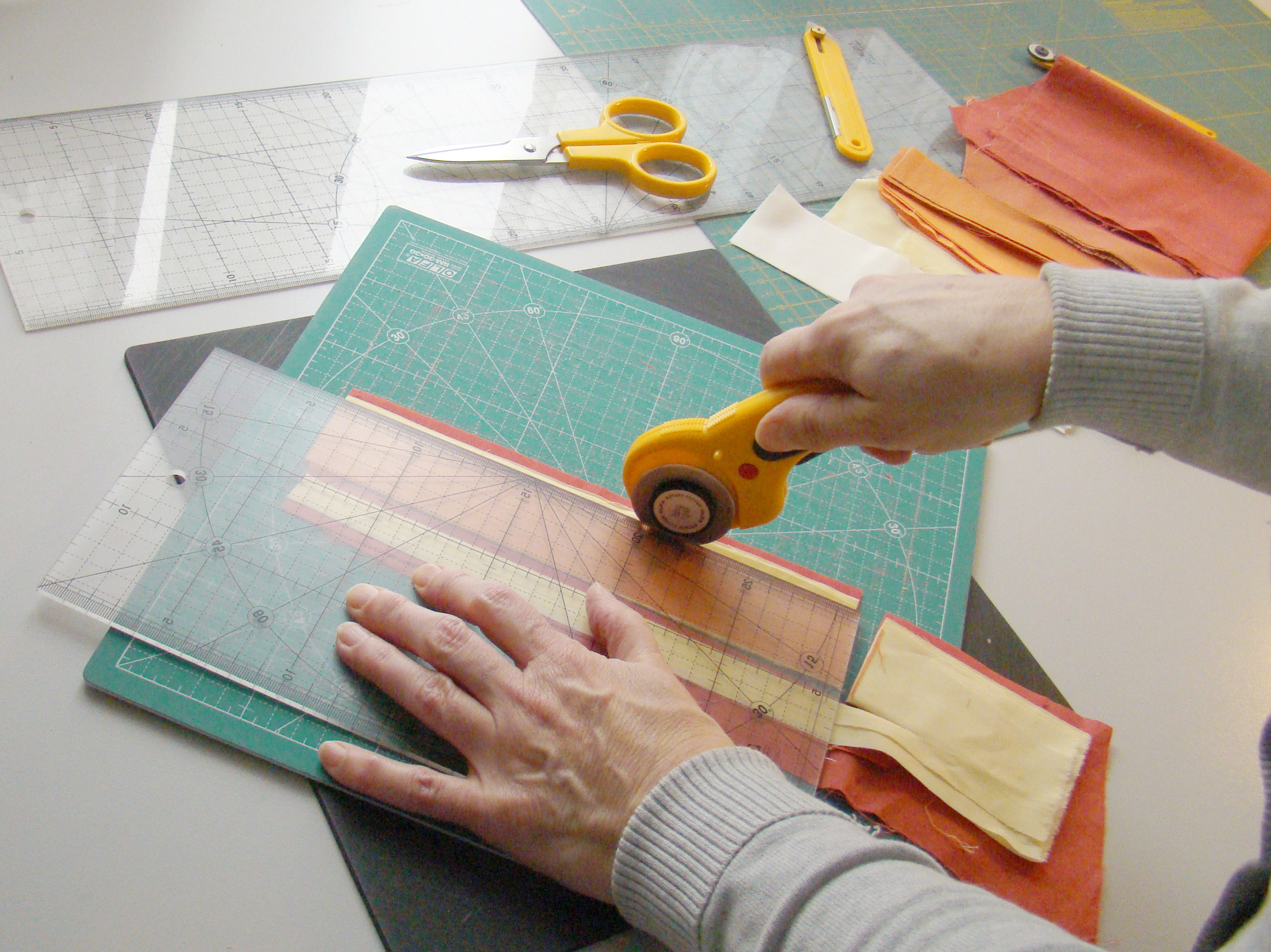
Розрізання тканини дисковим ножем на килимку для різання розміром 300×300 мм (з кроком допоміжної сітки 10 мм)

Килимок для різання (англ. cutting mat, cutting pad, workbench mat) — спеціальний килимок використовуваний під час розрізання різних матеріалів, призначений як для захисту поверхні столу чи верстака, так і для запобігання пошкодженню ріжучого інструменту.
Килимки мають квадратну або прямокутну форму, з розміром довшої сторони від 150-200 мм і до понад 1000 мм.

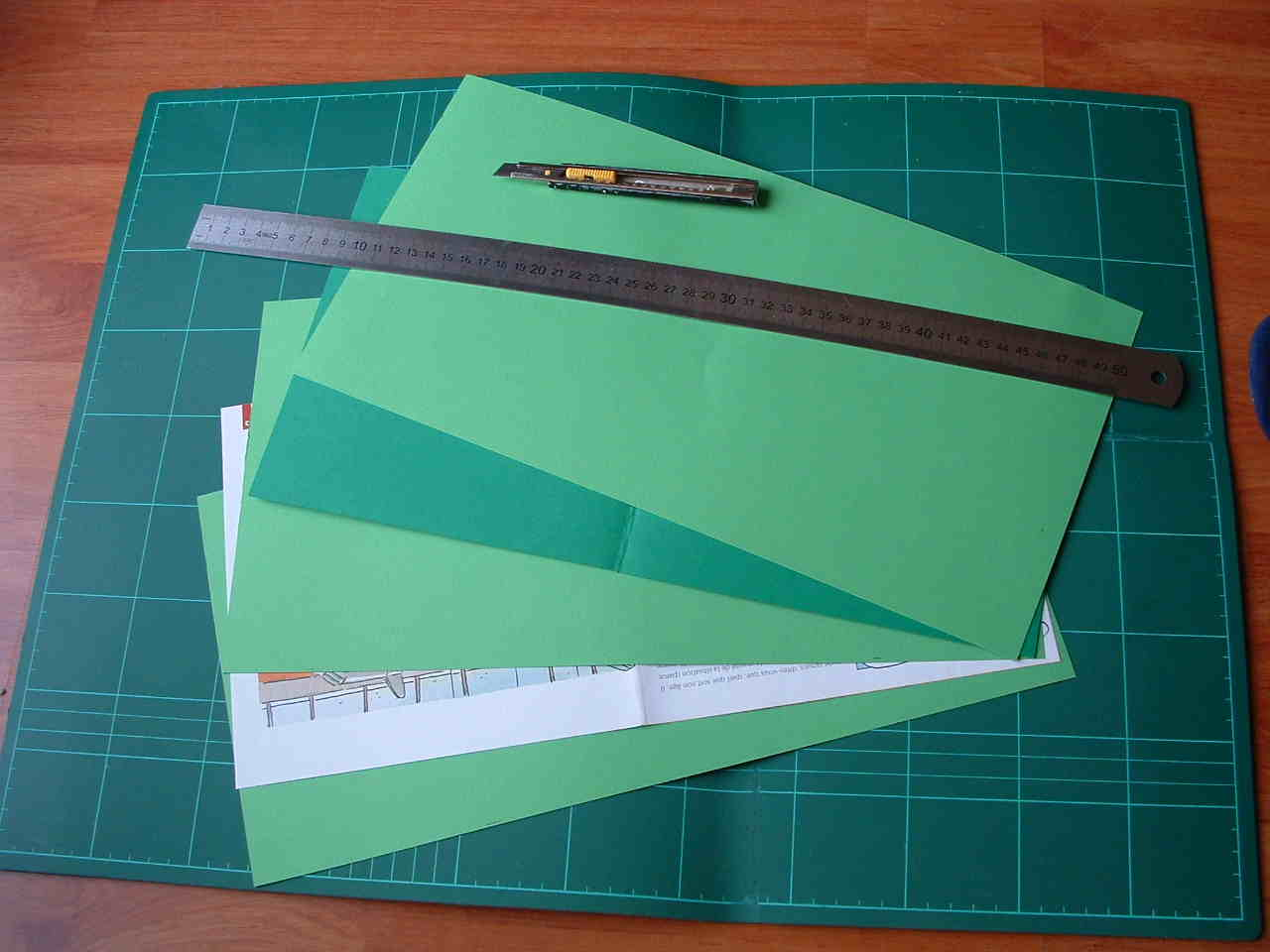
Килимки для різання можуть дефоруватися при недотриманні правил зберігання

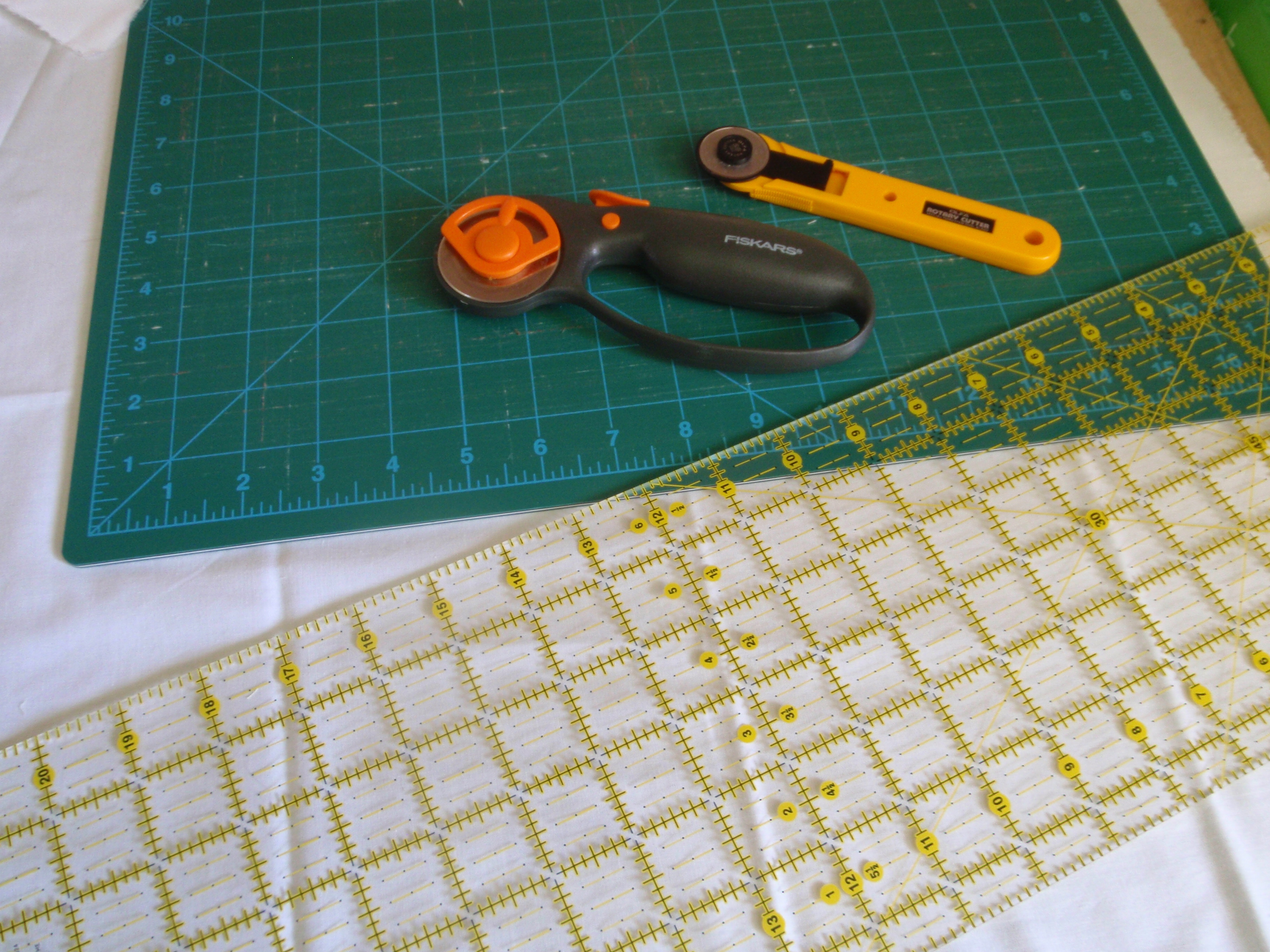
Спеціальні ножі для розкрою і масштабувальна лінійка

## Характеристики
Одними з основних матеріалів з яких виготовляють килимки для різання є вінілхлорид та алкени (у маркетенгових цілях часто використовують термін "самовідновлюваний килимок для різання"). Більшість килимків достатньо еластичні до згинання та скручювання, проте є й тверді килимки ("стільниці") для різання, зокрема виготовлені зі скла.
Переважна більшість килимків для різання виготовляється у зелених тонах з допоміжними сітками білого, жовтого або інших контрастних кольорів. Окрім сітки, також можуть наноситися допоміжні лінії для вимірювання кутів, масштабувальні лінійки, тощо.

## Застосування
Килимки для різання застосовуються у різних видах хобі для розмітки та розкрою листових матеріалів (тканин, паперу, пластикових плівок, тощо), у першу чергу як захисне покриття для стільниць звичайних столів у домашніх умовах.
Завдяки наявності допоміжних проградуйованих сіток, килимки для різання великого розміру також застосовуються у майстернях різного типу для спрощення виробничих процесів з розмітки та розкрою матеріалів.
За відсутності килимка для різання може бути використано побутовий лінолеум, який на зворотній стороні часто також має допоміжну сітку.

## Дивіться також
- Килимок для миші
- Канцелярський планшет
- Конторка
- Кульман (креслярський інструмент)
- Стільничка (кухонна дошка)
- Дошка для сиру